# Henri Heurtel
Pour les articles homonymes, voir Heurtel.
Henri Gustave Émile Heurtel, né le 17 novembre 1900 à Boulogne-sur-Seine et mort le 13 janvier 1981 à Issy-les-Moulineaux, est un organiste français.

## Biographie
Petit-fils de Gustave Lefèvre et arrière-petit-fils de Louis Niedermeyer, il fut au Conservatoire l'élève d'Henri Mulet et de Henri Libert qui fut son prédécesseur en tant qu'organiste de la basilique de Saint-Denis. Il en sera le titulaire jusqu'en 1977. 